# Lonlay-l'Abbaye
Lonlay-l'Abbaye és un municipi francès situat al departament de l'Orne i a la regió de Normandia. L'any 2007 tenia 1.201 habitants.

## Demografia

### Població
El 2007 la població de fet de Lonlay-l'Abbaye era de 1.201 persones. Hi havia 498 famílies de les quals 136 eren unipersonals (64 homes vivint sols i 72 dones vivint soles), 191 parelles sense fills, 151 parelles amb fills i 20 famílies monoparentals amb fills.
La població ha evolucionat segons el següent gràfic:
Habitants censats

### Habitatges
El 2007 hi havia 703 habitatges, 512 eren l'habitatge principal de la família, 95 eren segones residències i 96 estaven desocupats. 680 eren cases i 11 eren apartaments. Dels 512 habitatges principals, 378 estaven ocupats pels seus propietaris, 124 estaven llogats i ocupats pels llogaters i 10 estaven cedits a títol gratuït; 6 tenien una cambra, 45 en tenien dues, 83 en tenien tres, 152 en tenien quatre i 227 en tenien cinc o més. 375 habitatges disposaven pel capbaix d'una plaça de pàrquing. A 259 habitatges hi havia un automòbil i a 196 n'hi havia dos o més.

### Piràmide de població
La piràmide de població per edats i sexe el 2009 era:
| Homes | Edats   | Dones |
| ----- | ------- | ----- |
| 0     | 95 o +  | 4     |
| 8     | 90 a 94 | 4     |
| 12    | 85 a 89 | 28    |
| 20    | 80 a 84 | 16    |
| 12    | 75 a 79 | 24    |
| 28    | 70 a 74 | 32    |
| 44    | 65 a 69 | 48    |
| 56    | 60 a 64 | 48    |
| 16    | 55 a 59 | 40    |
| 36    | 50 a 54 | 40    |
| 44    | 45 a 49 | 28    |
| 36    | 40 a 44 | 52    |
| 44    | 35 a 39 | 16    |
| 28    | 30 a 34 | 36    |
| 32    | 25 a 29 | 28    |
| 32    | 20 a 24 | 56    |
| 36    | 15 a 19 | 36    |
| 8     | 10 a 14 | 32    |
| 20    | 5 a 9   | 24    |
| 24    | 0 a 4   | 24    |

## Economia
El 2007 la població en edat de treballar era de 669 persones, 482 eren actives i 187 eren inactives. De les 482 persones actives 457 estaven ocupades (251 homes i 206 dones) i 25 estaven aturades (14 homes i 11 dones). De les 187 persones inactives 88 estaven jubilades, 50 estaven estudiant i 49 estaven classificades com a «altres inactius».

### Ingressos
El 2009 a Lonlay-l'Abbaye hi havia 508 unitats fiscals que integraven 1.193,5 persones, la mediana anual d'ingressos fiscals per persona era de 14.919 €.

### Activitats econòmiques
Dels 58 establiments que hi havia el 2007, 1 era d'una empresa extractiva, 3 d'empreses alimentàries, 2 d'empreses de fabricació d'altres productes industrials, 8 d'empreses de construcció, 18 d'empreses de comerç i reparació d'automòbils, 2 d'empreses de transport, 2 d'empreses d'hostatgeria i restauració, 3 d'empreses financeres, 4 d'empreses immobiliàries, 7 d'empreses de serveis, 4 d'entitats de l'administració pública i 4 d'empreses classificades com a «altres activitats de serveis».
Dels 16 establiments de servei als particulars que hi havia el 2009, 2 eren oficines bancàries, 1 taller de reparació d'automòbils i de material agrícola, 4 fusteries, 2 lampisteries, 1 electricista, 1 perruqueria, 4 veterinaris i 1 restaurant.
Dels 6 establiments comercials que hi havia el 2009, 1 era una gran superfície de material de bricolatge, 1 una botiga de més de 120 m², 1 una botiga de menys de 120 m², 2 carnisseries i 1 una llibreria.
L'any 2000 a Lonlay-l'Abbaye hi havia 134 explotacions agrícoles que ocupaven un total de 3.850 hectàrees.

## Equipaments sanitaris i escolars
L'únic equipament sanitari que hi havia el 2009 era una farmàcia.
El 2009 hi havia una escola elemental integrada dins d'un grup escolar amb les comunes properes formant una escola dispersa.

## Poblacions més properes
El següent diagrama mostra les poblacions més properes.